# Ingrid Bjoner
Ingrid Kristine Bjoner Pierpoint, född 8 november 1927 i Kråkstad i Norge, död 4 september 2006 i Oslo, var en norsk operasångare, dramatisk sopran med världsrykte. 
Bjoners sceniska karriär omfattade perioden 1957–1990 och inleddes i Oslo med Donna Anna i Mozarts Don Giovanni - och även i Stockholm, där hon framträdde på Kirsten Flagstads rekommendation i titelrollen i Händels Rodelinda på Drottningholmsteatern 1960. Uppmuntrad av just Kirsten Flagstad sökte sig Bjoner tidigt vidare utomlands, först till Tyskland där hennes fasta hemmascen under huvuddelen av karriären blev Bayerische Staatsoper i München. 
Amerikansk debut 1960 i San Francisco. Under 1960-talet hade sångerskan en tid fast kontrakt med Metropolitan Opera i New York. Ingrid Bjoner har sjungit på de flesta av världens stora operahus, förutom de redan nämnda även Wiener Staatsoper, Palais Garnier i Paris, La Scala i Milano, Covent Garden i London, Bayreuth m. fl.
Bjoner sjöng först lyrisk-dramatiska partier som Donna Anna i Mozarts Don Giovanni, Elsa i Wagners Lohengrin, Senta i samme tonsättares Den flygande holländaren osv., men repertoaren dominerades snart av roller som passade en renodlad dramatisk sopran: Brünnhilde i Wagners Der Ring des Nibelungen, Isolde i samme kompositörs Tristan und Isolde, därtill titelrollen i Puccinis Turandot och Kejsarinnan i Richard Strauss Die Frau ohne Schatten. Hennes sista nya roll blev titelpartiet i Richard Strauss Elektra. Rollistan var mycket omfattande då sångerskan hade en särskilt användbar röst, med vars hjälp hon under hela karriären kunde axla både lyriska och dramatiska partier och som dessutom hade en ovanlig lätthet för höjdtoner och partier med hög tessitura.
Ingrid Bjoner gästspelade i Stockholm vid inledningen av sin karriär, senare återkom hon  12 och 13 juni 1974 som Leonore i Beethovens Fidelio konsertant vid två föreställningar på Konserthuset och gästade under 1970-talet även Kungliga Operan som Brünnhilde i Wagners Die Walküre.
Ingrid Bjoner har utnämnts till kammarsångare. 1964 mottog hon Sankt Olavs medalj ur Kung Olavs hand.
Ingrid Bjoner var i perioden 1960 – 1999 gift med Thomas Reynolds Pierpoint Jr. (1922 – 1999).

## Diskografi (urval)
- Elsa i Wagners Lohengrin. Dir. W. Sawallisch. Live La Scala, Milano, 1965-03-18. Living stage LS 4035151l (3 CD).
- Titelrollen i Verdis Aida. Utdrag sjunget på tyska. Dir. G. Patané. Berlin Classics 0020262BC. CD.
- Titelrollen i Puccinis Turandot. Utdrag, sjunget på tyska. Dir. G. Patané. Berlin Classics 0020292BC. CD.
- Diemut i Richard Strauss Feuersnot. Dir. J. Keilberth. Bonus tracks: Ingrid Bjoner sings Richard Strauss. Gala GL 100.540. (2 CD).
- Die Kaiserin i Richard Strauss Die Frau ohne Schatten. Dir. W. Sawallisch. Live München 1976-10-03. Golden Melodram GM 3.0033.
- Die Kaiserin i Richard Strauss Die Frau ohne Schatten. Dir. J. Keilberth. Live München 1963. DG 2721 161 (4 LP). Även utgiven på CD.
- Ingrid Bjoner - Opernszenen. Verdi, Puccini, Beethoven, Wagner. Bayerisches Staatsorchester. Live recordings 1967-1976. Orfeo D'Or C735091B.
- Gutrune och Tredje Nornan i Wagners Götterdämmerung. Dir. Ø. Fjeldstad. 1957. London records A 4603. (6 LP). Även utgiven på CD av Walhall Records och Urania Records.
- Senta i Richard Wagners Der fliegende Holländer. Dir, W. Sawallisch. Rom 1969. Myto records.